# Roztocze Janowskie
Roztocze Janowskie − obszar wyróżniany w ramach Roztocza, położony w jego południowo-wschodniej części, na terytorium Ukrainy. Roztocze Janowskie zajmuje powierzchnię ok. 361 km². Najwyższe wzniesienia występują na europejskim dziale wodnym między Wereszycą i Młynówką (Leworda 400,3 m n.p.m.). W pobliżu Dąbrowicy znajdują się cztery ostańce, z których najwyższy (Buława) ma 397,2 m n.p.m. Region należy przede wszystkim do dorzecza Wereszycy z Domażyrem i Stawką. Długość sieci rzecznej wynosi 137 km, a gęstość jej 0,380 km/km². Na Roztoczu Janowskim jedno źródło przypada na 9-50 km². Lasy zajmują 57% jego powierzchni.